# 三齿卵叶报春
三齿卵叶报春（学名：Primula tridentifera）为报春花科报春花属下的一个种。

## 扩展阅读
- 維基物種上的相關：三齿卵叶报春